# Folke Lauritzen
Folke Kjeldgaard Lauritzen, född 5 februari 1911 i Vassända-Naglums församling, Älvsborgs län, död 28 november 1988 i Danderyds församling, Stockholms län
, var en svensk civilingenjör.

## Biografi
Lauritzen tog studentexamen i Strängnäs 1929 och genomgick fackavdelningen för väg- och vattenbyggnadskonst vid Kungliga Tekniska högskolan 1934. Han var anställd som ingenjör vid Svenska väg AB i Stockholm 1937-1942 och som konsult vid ingenjörsfirman Jacobson & Widmark AB 1942-1948. Lauritzen var byggnadsinspektör vid Medicinalstyrelsen 1948, byrådirektör där 1960 och var byggnadschef från 1961.
Lauritzen gifte sig 1938 med advoakten Elin Paues (1916-2006), dotter till envoyén Johan Paues och Kari, född Falster. Han var far till Eva (född 1940), Viveka (född 1944) och Inger (född 1948). Lauritzen avled 1988 och gravsattes på Djursholms begravningsplats.